# Mwamanenge
Mwamanenge è una circoscrizione rurale (rural ward) della Tanzania situata nel distretto di Maswa, regione del Simiyu. Conta una popolazione di 8 686 abitanti (censimento 2012).